# Eriko Sato
Eriko Sato (佐藤 衣里子 Satō Eriko?), född 25 november 1985, är en japansk tidigare fotbollsspelare.
Eriko Sato spelade 2 landskamper för det japanska landslaget.